# Европско првенство у фудбалу 2012.
Европско првенство у фудбалу 2012. је било 14. по реду европско фудбалско првенство, које је одржано од 8. јуна до 1. јула 2012. у Пољској и Украјини.
Први пут је првенство одржано у источној Европи, као и у једној од већински православних земаља. Ово је треће првенство у историји Европских првенстава које су организовале две државе, после Европског првенства 2000. у Холандији и Белгији и Европског првенства 2008. у Аустрији и Швајцарској.
Ово је било последње Европско првенство на коме је учествовало 16 репрезентација, јер ће Европско првенство 2016. у Француској бити прво првенство на коме ће се такмичити 24 национална тима.
Шпанија (која је у финалу 2008. победила са 1:0 Немачку), успешно је одбранила титулу са убедљивом победом од 4:0 против репрезентације Италије у финалу. Шпанија је тако постала први тим који је освојио два узастопна Европска првенства те први тим који је освојио три узастопна велика такмичења (након Европског првенства 2008. и Светског првенства 2010).

## Избор домаћина
За организацију турнира првобитно су се такмичили Хрватска/Мађарска, Грчка, Италија, Пољска/Украјина и Турска.
Извршни комитет Уефе, 8. новембра 2005. године, гласањем је листу кандидата смањио на само три:
- Италија (11 гласова)
- Хрватска/Мађарска (9 гласова)
- Пољска/Украјина (7 гласова)
- Турска (6 гласова, елиминисана)
- Грчка (2 гласова, елиминисана)

Након што су обзнањена коначна три предлога, домаћин је одлучен гласањем, 18. априла 2007. у Кардифу. Резултати тог гласања су:
| Резултати гласања   | Резултати гласања |
| Држава              | Гласова           |
| ------------------- | ----------------- |
| Пољска / Украјина   | 8                 |
| Италија             | 4                 |
| Хрватска / Мађарска | 0                 |

## Стадиони
Европско првенство 2012. се играло на осам стадиона у осам градова двеју земаља домаћина (по четири стадиона у свакој).
| Варшава                              | Познањ                            | Вроцлав                           | Гдањск                              |
| ------------------------------------ | --------------------------------- | --------------------------------- | ----------------------------------- |
| Национални стадион Капацитет: 58.500 | Градски стадион Капацитет: 41.609 | Градски стадион Капацитет: 42.771 | ПГЕ арена Капацитет: 43.615         |
|                                      |                                   |                                   |                                     |
|                                      |                                   |                                   |                                     |
| Кијев                                | Доњецк                            | Лавов                             | Харков                              |
| Олимпијски стадион Капацитет: 70.050 | Донбас арена Капацитет: 51.504    | Арена Лавов Капацитет: 34.915     | Стадион Металиста Капацитет: 38.633 |
|                                      |                                   |                                   |                                     |

## Квалификације
Жреб за квалификације одржан је 7. фебруара 2010. у Варшави. На жребу су се нашла имена 51 репрезентације која се борила за 14 места која су водила на првенство. Репрезентације домаћина, Пољска и Украјина, имале су директан пласман на првенство. Репрезентације које су играле квалификације разврстане су у девет квалификационих група.
Квалификације су почеле у августу 2010, а завршене су у новембру 2011. Након завршетка такмичења по групама октобра 2011, девет победника група изборило је пласман на првенство Европе, као и најбоља другопласирана репрезентација. Преосталих осам репрезентација које су такмичење завршиле на другом месту у својим групама играло је мечеве баража за преостала четири места.

### Квалификоване репрезентације
12 од 16 земаља које су се квалификовале за првенство 2008. године, квалификовале су се и за првенство 2012. године.
Једна од земље домаћина, Украјина, је наступила по први пут на Европском првенству. Енглеска и Данска су се квалификовале након што су прескочиле првенство 2008. године, док се Ирска квалификовала по први пут после 1988. године.
| Репрезентација | Квалификована као      | Датум квалификације | Преглед учешћа на турнирима1, 2                                      |
| -------------- | ---------------------- | ------------------- | -------------------------------------------------------------------- |
| Пољска         | Домаћин                | 18. април 2007.     | 1 (2008)                                                             |
| Украјина       | Домаћин                | 18. април 2007.     | 0 (дебитант)                                                         |
| Немачка        | Победник групе А       | 2. септембар 2011.  | 10 (19723, 19763, 19803, 19843, 19883, 1992, 1996, 2000, 2004, 2008) |
| Италија        | Победник групе Ц       | 6. септембар 2011.  | 7 (1968, 1980, 1988, 1996, 2000, 2004, 2008)                         |
| Холандија      | Победник групе Е       | 6. септембар 2011.  | 8 (1976, 1980, 1988, 1992, 1996, 2000, 2004, 2008)                   |
| Шпанија        | Победник групе И       | 6. септембар 2011.  | 8 (1964, 1980, 1984, 1988, 1996, 2000, 2004, 2008)                   |
| Енглеска       | Победник групе Г       | 7. октобар 2011.    | 7 (1968, 1980, 1988, 1992, 1996, 2000, 2004)                         |
| Русија         | Победник групе Б       | 11. октобар 2011.   | 9 (19604, 19644, 19684, 19724, 19884, 19925, 1996, 2004, 2008)       |
| Француска      | Победник групе Д       | 11. октобар 2011.   | 7 (1960, 1984, 1992, 1996, 2000, 2004, 2008)                         |
| Грчка          | Победник групе Ф       | 11. октобар 2011.   | 3 (1980, 2004, 2008)                                                 |
| Данска         | Победник групе Х       | 11. октобар 2011.   | 7 (1964, 1984, 1988, 1992, 1996, 2000, 2004)                         |
| Шведска        | Најбољи другопласирани | 11. октобар 2011.   | 4 (1992, 2000, 2004, 2008)                                           |
| Ирска          | Победник у баражу      | 15. новембар 2011.  | 1 (1988)                                                             |
| Португал       | Победник у баражу      | 15. новембар 2011.  | 5 (1984, 1996, 2000, 2004, 2008)                                     |
| Хрватска       | Победник у баражу      | 15. новембар 2011.  | 3 (1996, 2004, 2008)                                                 |
| Чешка          | Победник у баражу      | 15. новембар 2011.  | 7 (19606, 19766, 19806, 1996, 2000, 2004, 2008)                      |

 Напомене:
1 Подебљана година означава првака у тој години
2 Коса година означава домаћина у тој години
3 као Западна Немачка,
4 као Совјетски Савез,
5 као Заједница независних држава,
6 као Чехословачка.

## Симболи првенства

### Лого и слоган
Званични лого Европског првенства 2012. представљен је на посебној свечаности, 14. децембра 2009. на Тргу Михаиливска у Кијеву. Изглед је добио од витанинке, традиционалне пољске уметности резања папира, која се виђа и код неких руралних предела Украјине. Лого представља природу руралних предела обеју држава. Као део свечаности, познате грађевине у осам градова домаћина биле су осветљене логоом првенства.
Званични слоган Европског првенства 2012. гласио је Стварамо историју заједно (енгл. Creating History Together, пољ. Razem tworzymy przyszłość, укр. Творимо історію разом), а представљен је истог дана кад и лого. Слоган алудира на чињеницу да су Пољска и Украјина прве државе источне Европе које су биле домаћини Европског првенства у фудбалу и да са њиховим амбицијама да организују најбоље првенство доприносе новом поглављу европске историје и фудбала.

### Маскоте
Славек и Славко су били званичне маскоте Европског првенства у фудбалу 2012. Они су близанци и представљају пољске и украјинске фудбалере у националним бојама. Дизајнирао их је Warner Bros. Маскоте првенства су најављене у децембру 2010, након гласања на званичној веб-страници сајта Уефе. Гласало је више од 40.000 људи, а резултати су били следећи:
- Славек и Славко — 56% гласова
- Сиемко и Стримко — 29% гласова
- Клемек и Ладко — 15% гласова

### Званична лопта
Званична лопта Европског првенства 2012. је Адидасова лопта Танго 12. Представљена је 2. децембра 2011. у Кијеву током жреба за завршни турнир. Дизајнирана је да буде лакша за дриблање и контролу него од непредвидиве лопте Џабулани са Светског првенства 2010.

## Жреб
Жреб за завршни турнир је одржан 2. децембра 2011. у Националној палати уметности у Кијеву.
Као што је то био случај са жребом претходна два првенства 2004. и 2008, шеснаест екипа је разврстано у четири шешира (групе) према Уефином коефицијенту националних тимова, тако да свака група првенства има по једну екипу из сваког шешира. Као домаћини, Пољска и Украјина су аутоматски смештене у шешир 1, заједно са Шпанијом, браниоцем титуле. Из логистичких разлога, Пољска је унапред стављена у А1, а Украјина у Д1.
Лоптице на жребу су извлачила четири бивша играча, а сваки од њих је био део победничког тима на Европском првенству: Хорст Хрубеш, Марко ван Бастен, Петер Шмејхел и Зинедин Зидан.
| Шешир 1                                                                   | Шешир 2                                 | Шешир 3                                 | Шешир 4                              |
| ------------------------------------------------------------------------- | --------------------------------------- | --------------------------------------- | ------------------------------------ |
| - Пољска (смештена у А1) - Украјина (смештена у Д1) - Шпанија - Холандија | - Немачка - Италија - Енглеска - Русија | - Хрватска - Грчка - Португал - Шведска | - Данска - Француска - Чешка - Ирска |

## Судије
Уефа је 20. децембра 2011. објавила имена дванаест судија које је за Европско првенство у фудбалу 2012 изабрао Судијски комитет Уефе. Мечеве Европског првенства су поред главног судила још четири арбитра на терену, два помоћна линијска и по један иза оба гола.
| Држава      | Судија                 |
| ----------- | ---------------------- |
| Енглеска    | Хауард Веб             |
| Француска   | Стефан Ланоа           |
| Немачка     | Волфганг Штарк         |
| Мађарска    | Виктор Касај           |
| Италија     | Никола Рицоли          |
| Холандија   | Бјорн Кујперс          |
| Португалија | Педро Проенса          |
| Шкотска     | Крег Томсон            |
| Словенија   | Дамир Скомина          |
| Шпанија     | Карлос Веласко Карбаљо |
| Шведска     | Јонас Ериксон          |
| Турска      | Џунејт Чакир           |

## Такмичење по групама
| Група А Група Б | Група Ц Група Д |

### Група А
|    | Табела групе А | И | П | Н | И | ДГ | ПГ | ГР | Бод. |
| -- | -------------- | - | - | - | - | -- | -- | -- | ---- |
| 1. | Чешка          | 3 | 2 | 0 | 1 | 4  | 5  | -1 | 6    |
| 2. | Грчка          | 3 | 1 | 1 | 1 | 3  | 3  | 0  | 4    |
| 3. | Русија         | 3 | 1 | 1 | 1 | 5  | 3  | +2 | 4    |
| 4. | Пољска         | 3 | 0 | 2 | 1 | 2  | 3  | -1 | 2    |

| Пољска          | 1 : 1    | Грчка           |
| --------------- | -------- | --------------- |
| Левандовски 17’ | Извештај | Салпингидис 51’ |

| Русија                                          | 4 : 1    | Чешка      |
| ----------------------------------------------- | -------- | ---------- |
| Џагојев 15’, 79' · Широков 24’ · Пављученко 82’ | Извештај | Пиларж 52’ |

| Грчка     | 1 : 2    | Чешка                 |
| --------- | -------- | --------------------- |
| Гекас 53’ | Извештај | Јирачек 3’ · Пилар 6’ |

| Пољска           | 1 : 1    | Русија      |
| ---------------- | -------- | ----------- |
| Блашчиковски 57’ | Извештај | Џагојев 37’ |

| Чешка            | 1 : 0    | Пољска |
| ---------------- | -------- | ------ |
| Јирачек 72 пен.’ | Извештај |        |

| Грчка           | 1 : 0    | Русија |
| --------------- | -------- | ------ |
| Карагунис 45+2’ | Извештај |        |

### Група Б
|    | Табела групе Б | И | П | Н | И | ДГ | ПГ | ГР | Бод. |
| -- | -------------- | - | - | - | - | -- | -- | -- | ---- |
| 1. | Немачка        | 3 | 3 | 0 | 0 | 5  | 2  | +3 | 9    |
| 2. | Португал       | 3 | 2 | 0 | 1 | 5  | 4  | +1 | 6    |
| 3. | Данска         | 3 | 1 | 0 | 2 | 4  | 5  | -1 | 3    |
| 4. | Холандија      | 3 | 0 | 0 | 3 | 2  | 5  | -3 | 0    |

| Холандија | 0 : 1    | Данска        |
| --------- | -------- | ------------- |
|           | Извештај | Крон Дели 24’ |

| Немачка   | 1 : 0    | Португалија |
| --------- | -------- | ----------- |
| Гомез 72’ | Извештај |             |

| Данска            | 2 : 3    | Португалија                         |
| ----------------- | -------- | ----------------------------------- |
| Бендтнер 41’, 80' | Извештај | Пепе 24’ · Постига 36’ · Варела 87’ |

| Холандија     | 1 : 2    | Немачка        |
| ------------- | -------- | -------------- |
| ван Перси 73’ | Извештај | Гомез 24’, 38' |

| Португалија      | 2 : 1    | Холандија        |
| ---------------- | -------- | ---------------- |
| Роналдо 28’, 74' | Извештај | Ван дер Варт 11’ |

| Данска        | 1 : 2    | Немачка                   |
| ------------- | -------- | ------------------------- |
| Крон Дели 24’ | Извештај | Подолски 19’ · Бендер 80’ |

### Група Ц
|    | Табела групе Ц | И | П | Н | И | ДГ | ПГ | ГР | Бод. |
| -- | -------------- | - | - | - | - | -- | -- | -- | ---- |
| 1. | Шпанија        | 3 | 2 | 1 | 0 | 6  | 1  | +5 | 7    |
| 2. | Италија        | 3 | 1 | 2 | 0 | 4  | 2  | +2 | 5    |
| 3. | Хрватска       | 3 | 1 | 1 | 1 | 4  | 3  | +1 | 4    |
| 4. | Ирска          | 3 | 0 | 0 | 3 | 1  | 9  | -8 | 0    |

| Шпанија      | 1 : 1    | Италија       |
| ------------ | -------- | ------------- |
| Фабрегас 64’ | Извештај | ди Натале 61’ |

| Ирска          | 1 : 3    | Хрватска                       |
| -------------- | -------- | ------------------------------ |
| Сент Леџер 19’ | Извештај | Манџукић 3’, 49' · Јелавић 43’ |

| Италија   | 1 : 1    | Хрватска     |
| --------- | -------- | ------------ |
| Пирло 39’ | Извештај | Манџукић 72’ |

| Шпанија                                  | 4 : 0    | Ирска |
| ---------------------------------------- | -------- | ----- |
| Торес 4’, 70' · Силва 49’ · Фабрегас 83’ | Извештај |       |

| Хрватска | 0 : 1    | Шпанија   |
| -------- | -------- | --------- |
|          | Извештај | Навас 88’ |

| Италија                   | 2 : 0    | Ирска |
| ------------------------- | -------- | ----- |
| Касано 35’ · Балотели 90’ | Извештај |       |

### Група Д
|    | Табела групе Д | И | П | Н | И | ДГ | ПГ | ГР | Бод. |
| -- | -------------- | - | - | - | - | -- | -- | -- | ---- |
| 1. | Енглеска       | 3 | 2 | 1 | 0 | 5  | 3  | +2 | 7    |
| 2. | Француска      | 3 | 1 | 1 | 1 | 3  | 3  | 0  | 4    |
| 3. | Украјина       | 3 | 1 | 0 | 2 | 2  | 4  | -2 | 3    |
| 4. | Шведска        | 3 | 1 | 0 | 2 | 5  | 5  | 0  | 3    |

| Француска | 1 : 1    | Енглеска   |
| --------- | -------- | ---------- |
| Насри 39’ | Извештај | Лескот 30’ |

| Украјина          | 2 : 1    | Шведска         |
| ----------------- | -------- | --------------- |
| Шевченко 55’, 62' | Извештај | Ибрахимовић 52’ |

| Украјина | 0 : 2    | Француска             |
| -------- | -------- | --------------------- |
|          | Извештај | Менез 53’ · Кабај 56’ |

| Шведска                         | 2 : 3    | Енглеска                            |
| ------------------------------- | -------- | ----------------------------------- |
| Џонсон 49’ (а.г.) · Мелберг 59’ | Извештај | Керол 23’ · Волкот 64’ · Велбек 78’ |

| Енглеска | 1 : 0    | Украјина |
| -------- | -------- | -------- |
| Руни 48’ | Извештај |          |

| Шведска                        | 2 : 0    | Француска |
| ------------------------------ | -------- | --------- |
| Ибрахимовић 54’ · Ларсон 90+1’ | Извештај |           |

## Елиминациона фаза

### Преглед
|  | Четвртфинале      | Четвртфинале      |                  |       | Полуфинале | Полуфинале |  |  | Финале | Финале |
|  |                   |                   |                  |       |            |            |  |  |        |        |
|  | 21. јун - Варшава |                   |                  |       |            |            |  |  |        |        |
|  |                   |                   |                  |       |            |            |  |  |        |        |
|  | Чешка             | 0                 |                  |       |            |            |  |  |        |        |
|  | Чешка             | 0                 | 27. јун - Доњецк |       |            |            |  |  |        |        |
|  | Португал          | 1                 |                  |       |            |            |  |  |        |        |
|  | Португал          | 1                 | Португал         | 0 (2) |            |            |  |  |        |        |
|  | 23. јун - Доњецк  |                   | Португал         | 0 (2) |            |            |  |  |        |        |
|  |                   | Шпанија           | 0 (4)            |       |            |            |  |  |        |        |
|  | Шпанија           | Шпанија           | 0 (4)            | 2     |            |            |  |  |        |        |
|  | Шпанија           |                   | 1. јул - Кијев   | 2     |            |            |  |  |        |        |
|  | Француска         | 0                 |                  |       |            |            |  |  |        |        |
|  | Француска         | 0                 | Шпанија          | 4     |            |            |  |  |        |        |
|  | 22. јун - Гдањск  |                   | Шпанија          | 4     |            |            |  |  |        |        |
|  |                   | Италија           | 0                |       |            |            |  |  |        |        |
|  | Немачка           | Италија           | 0                | 4     |            |            |  |  |        |        |
|  | Немачка           | 28. јун - Варшава |                  | 4     |            |            |  |  |        |        |
|  | Грчка             | 2                 |                  |       |            |            |  |  |        |        |
|  | Грчка             | 2                 | Немачка          | 1     |            |            |  |  |        |        |
|  | 24. јун - Кијев   |                   | Немачка          | 1     |            |            |  |  |        |        |
|  |                   | Италија           | 2                |       |            |            |  |  |        |        |
|  | Енглеска          | Италија           | 2                | 0 (2) |            |            |  |  |        |        |
|  | Енглеска          |                   |                  | 0 (2) |            |            |  |  |        |        |
|  | Италија (пен.)    | 0 (4)             |                  |       |            |            |  |  |        |        |
|  | Италија (пен.)    | 0 (4)             |                  |       |            |            |  |  |        |        |

### Четвртфинале
| Чешка | 0 : 1    | Португалија |
| ----- | -------- | ----------- |
|       | Извештај | Роналдо 79’ |

| Немачка                                     | 4 : 2    | Грчка                                |
| ------------------------------------------- | -------- | ------------------------------------ |
| Лам 39’ · Хедира 61’ · Клосе 68’ · Ројс 74’ | Извештај | Самарас 55’ · Салпингидис 89’ (пен.) |

| Шпанија                  | 2 : 0    | Француска |
| ------------------------ | -------- | --------- |
| Алонсо 19’, 90+1' (пен.) | Извештај |           |

| Енглеска                   | 0 : 0 (про) (2 : 4 пен.) | Италија                                             |
| -------------------------- | ------------------------ | --------------------------------------------------- |
| Џерард · Руни · Јанг · Кол | Извештај                 | Балотели · Монтоливо · Пирло · Ночерино · Дијаманти |

### Полуфинале
| Португалија                  | 0 : 0 (про) (2 : 4 пен.) | Шпанија                                         |
| ---------------------------- | ------------------------ | ----------------------------------------------- |
| Мутињо · Пепе · Нани · Алвес | Извештај                 | Ћаби Алонсо · Иниеста · Пике · Рамос · Фабрегас |

| Немачка             | 1 : 2    | Италија            |
| ------------------- | -------- | ------------------ |
| Езил 90+2’ (пен.) · | Извештај | Балотели 20’, 36 · |

### Финале
| Шпанија                                     | 4 : 0    | Италија |
| ------------------------------------------- | -------- | ------- |
| Силва 14’ · Алба 41’ · Торес 84’ · Мата 88’ | Извештај |         |

| Победник Европског првенства у фудбалу 2012. |
| Шпанија Трећа титула                         |

## Најбољи стрелци
3 гола
| - Марио Манџукић - Марио Гомез | - Марио Балотели - Кристијано Роналдо | - Алан Дзагојев - Фернандо Торес |

2 гола
| - Петр Јирачек - Вацлав Пилар - Никлас Бендтнер - Мајкл Крон Дели | - Димитрис Салпингидис - Шаби Алонсо - Сеск Фабрегас | - Давид Силва - Златан Ибрахимовић - Андриј Шевченко |

## Награде

### Најбољи тим
Од Европског првенства 1996. техничка комисија Уефе прави свој најбољи тим европског првенства са 23 играча. Деветочлана комисија је у току првенства пратила све утакмице и после турнира предала завршни извештај Уефе. Десет играча из победничког тима Шпаније изабрано је у најбољи тим првенства, док је Златан Ибрахимовић једини од изабраних из репрезентације која је испала у такмичењу по групама.
Најбољи тим првенства по избору Уефе
| Голмани                                        | Одбрамбени                                                                    | Везни | Нападачи                                                                                 |
| ---------------------------------------------- | ----------------------------------------------------------------------------- | --- | ---------------------------------------------------------------------------------------- |
| - Ђанлуиђи Буфон - Икер Касиљас - Мануел Нојер | - Жорди Алба - Фабио Коентрао - Филип Лам - Жерард Пике - Пепе - Серхио Рамос | - Шаби Алонсо - Серхио Бускетс - Стивен Џерард - Андрес Инијеста - Сами Хедира - Андреа Пирло - Данијеле Де Роси - Чави - Месут Езил | - Марио Балотели - Сеск Фабрегас - Златан Ибрахимовић - Кристијано Роналдо - Давид Силва |

Златна копачка
У случају нерешеног исхода кад је реч о постигнутим головима, златна копачка се додељује играчу с највише асистенција. У случају да је и тада нерешено, победник ће бити играч с најмање одиграних минута на првенству. Фернандо Торес је био изједначен са петорицом играча по броју постигнутих голова и са Мариом Гомезом по головима и асистенцијама; међутим, провео је 92 минута мање на терену него Гомез, што му је донело награду. Торес је такође постао једини играч који је постигао гол у два финала европских првенства. Клас-Јан Хунтелар је био свеукупно најбољи стрелац, укључујући и квалификационе утакмице, и то са 12 голова.
- Фернандо Торес (3 гола)[17]

Најбољи играч првенства
- Андрес Инијеста[16]

## Коначни пласман учесника
| 1. место 2. место Од 3. до 4. места | Од 5. до 8. места Од 9. до 16. места |

| Поз                        | Тим       | Г | ИГ | П | Н | И | ГД | ГП | ГР  | Бод. |
| -------------------------- | --------- | - | -- | - | - | - | -- | -- | --- | ---- |
| Финале                     |           |   |    |   |   |   |    |    |     |      |
| 1                          | Шпанија   | Ц | 6  | 4 | 2 | 0 | 12 | 1  | +11 | 14   |
| 2                          | Италија   | Ц | 6  | 2 | 3 | 1 | 6  | 7  | -1  | 9    |
| Елиминисани у полуфиналу   |           |   |    |   |   |   |    |    |     |      |
| 3                          | Немачка   | Б | 5  | 4 | 0 | 1 | 10 | 6  | +4  | 12   |
| 4                          | Португал  | Б | 5  | 3 | 1 | 1 | 6  | 4  | +2  | 10   |
| Елиминисани у четвртфиналу |           |   |    |   |   |   |    |    |     |      |
| 5                          | Енглеска  | Д | 4  | 2 | 2 | 0 | 5  | 3  | +2  | 8    |
| 6                          | Чешка     | А | 4  | 2 | 0 | 2 | 4  | 6  | -2  | 6    |
| 7                          | Грчка     | А | 4  | 1 | 1 | 2 | 5  | 7  | -2  | 4    |
| 8                          | Француска | Д | 4  | 1 | 1 | 2 | 3  | 5  | -2  | 4    |
| Елиминисани у групној фази |           |   |    |   |   |   |    |    |     |      |
| 9                          | Русија    | А | 3  | 1 | 1 | 1 | 5  | 3  | +2  | 4    |
| 10                         | Хрватска  | Ц | 3  | 1 | 1 | 1 | 4  | 3  | +1  | 4    |
| 11                         | Шведска   | Д | 3  | 1 | 0 | 2 | 5  | 5  | 0   | 3    |
| 12                         | Данска    | Б | 3  | 1 | 0 | 2 | 4  | 5  | −1  | 3    |
| 13                         | Украјина  | Д | 3  | 1 | 0 | 2 | 2  | 4  | −2  | 3    |
| 14                         | Пољска    | А | 3  | 0 | 2 | 1 | 2  | 3  | -1  | 2    |
| 15                         | Холандија | Б | 3  | 0 | 0 | 3 | 2  | 5  | −3  | 0    |
| 16                         | Ирска     | Ц | 3  | 0 | 0 | 3 | 1  | 9  | −8  | 0    |